# 남아프리카 공화국의 마천루 목록

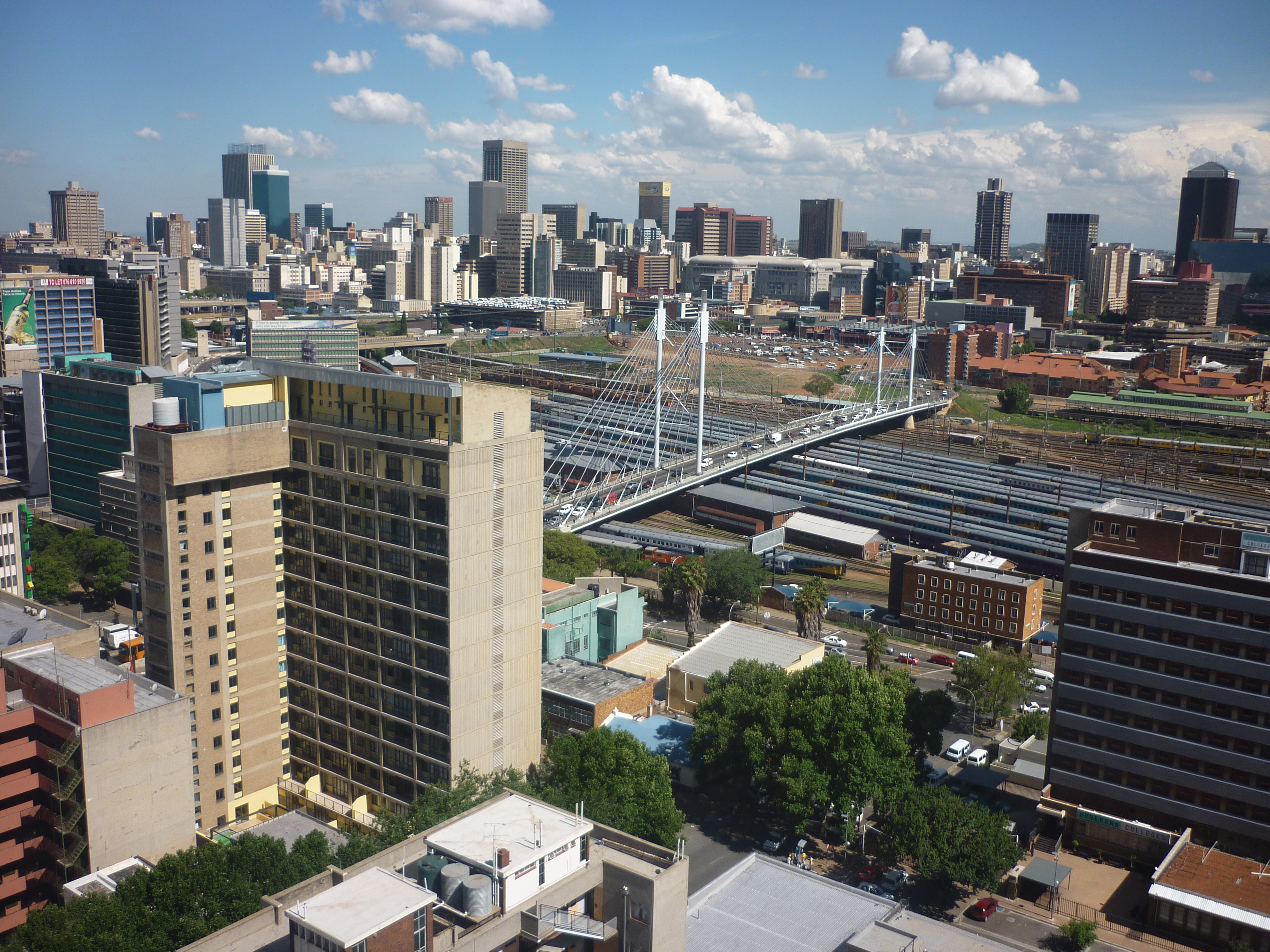
요하네스버그, 남아프리카 공화국의 경제 수도다.

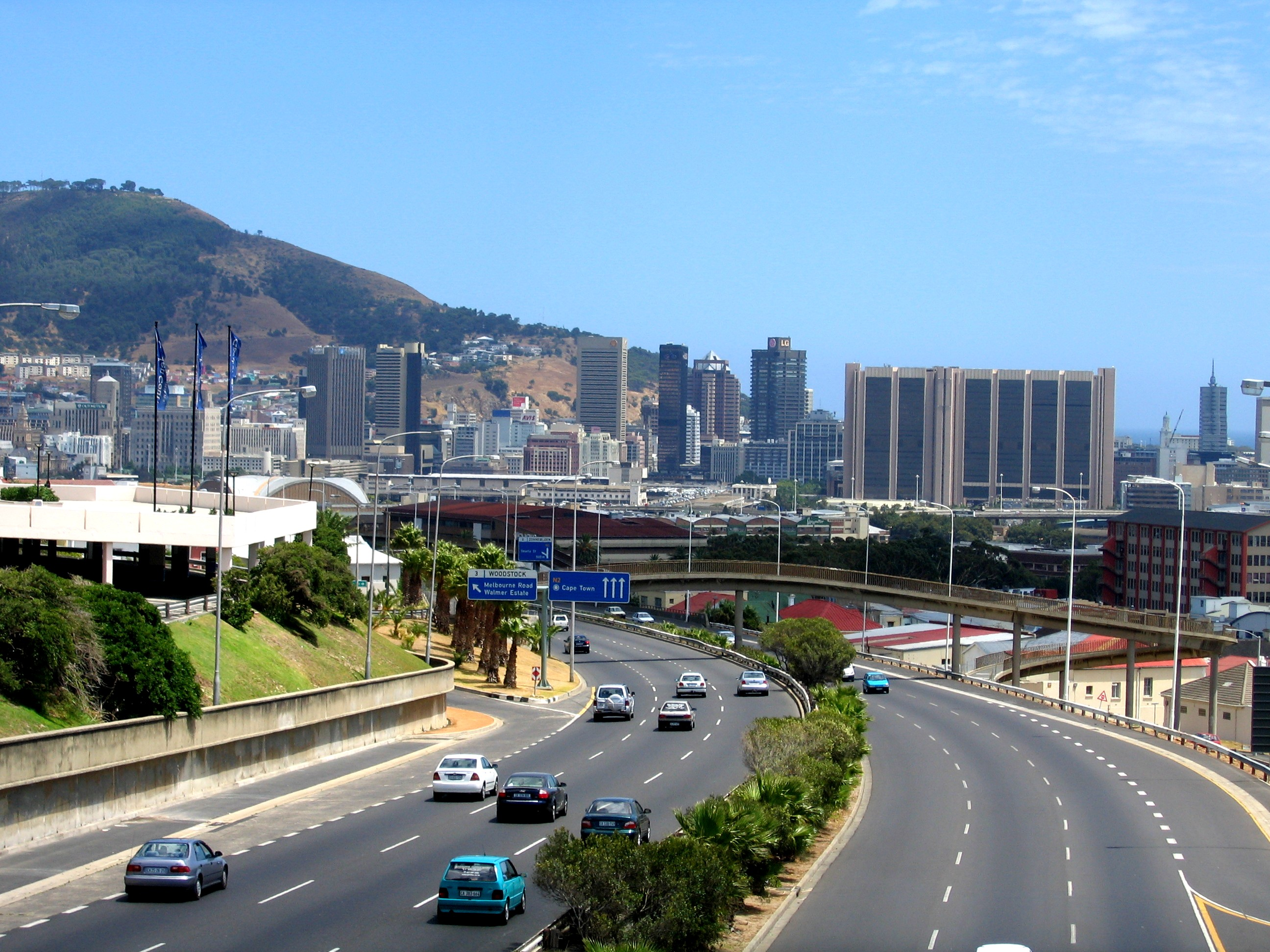
케이프타운, 남아프리카 공화국에서 가장 오래된 도시와 중요한 경제 중심지다.

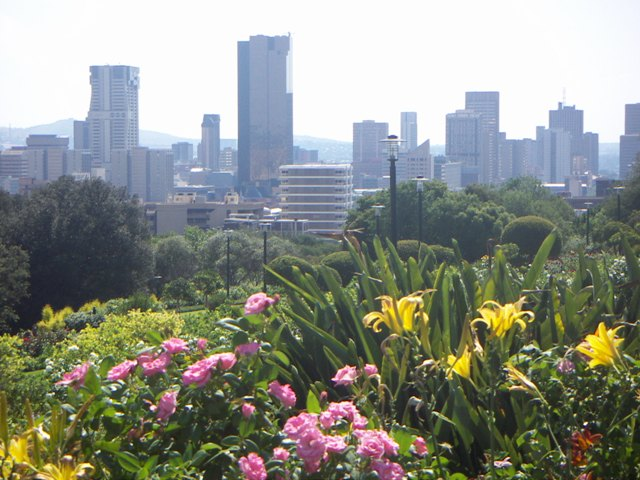
프리토리아, 남아프리카의 행정 중심지다.

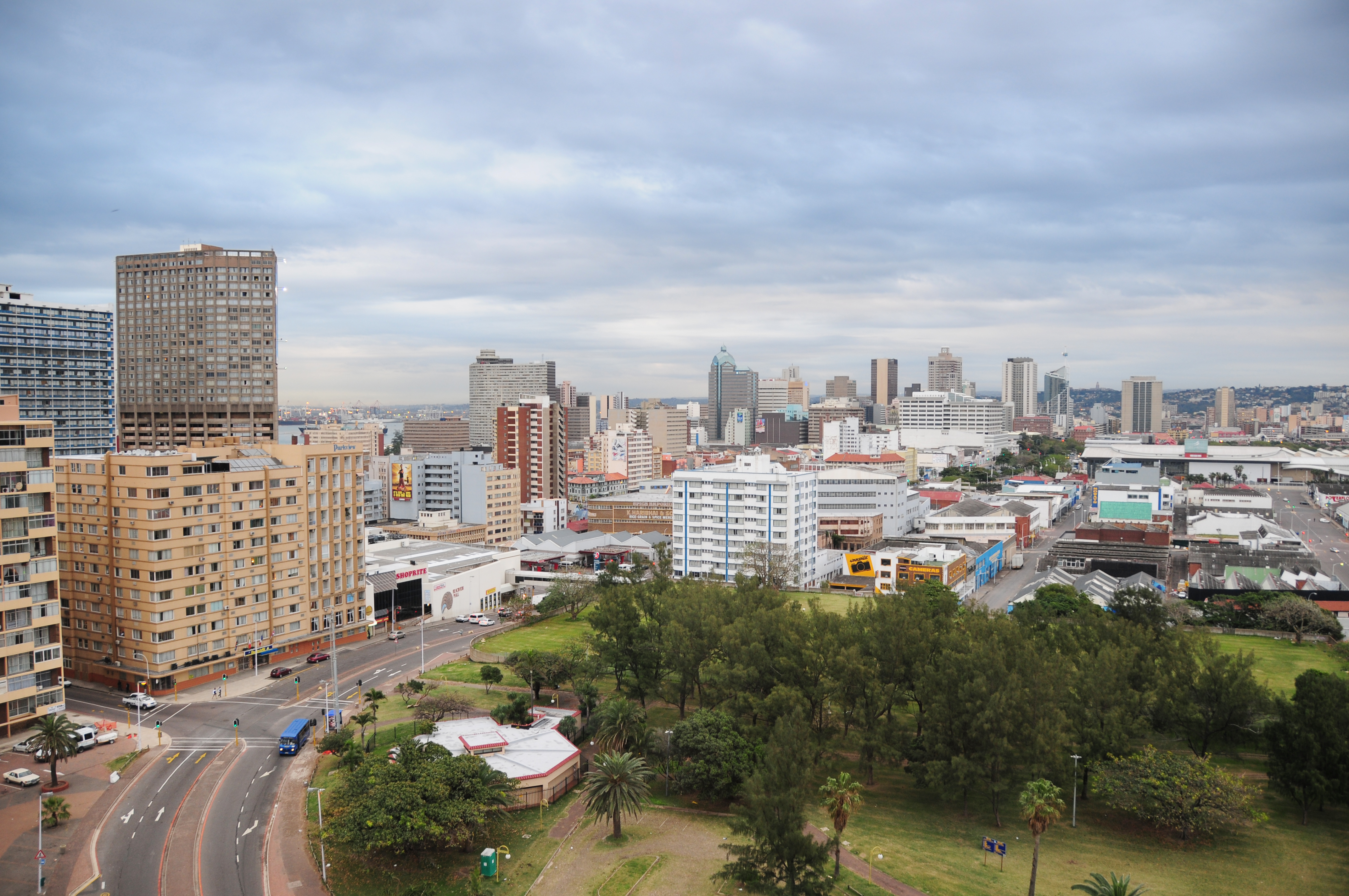
더반은 남아공의 중요한 경제 중심지다.

남아프리카 공화국은 아프리카 대륙에서 가장 구조적으로 경제적으로 개발된 국가다. 따라서 주요 도시는 아프리카에서 비슷한 규모의 다른 대부분의 도시에는 없었던 건설 붐을 경험했다. 고급 개발은 크게 케이프타운, 포트엘리자베스, 더반, 블룸폰테인 및 프리토리아 / 요하네스버그 등 5개 지역에 집중되어 있다. 이 5개 경제 센터를 넘어 개발은 한계가 있으며 빈곤은 정부의 노력에도 불구하고 여전히 널리 퍼져있다. 따라서 대부분의 남아공인들은 가난하다. 그러나 주요 한계 지역은 급속한 성장을 경험했다. 이러한 지역에는 가든 루트 (모슬 베이에서 플레턴 버그 베이까지), 루스텐버그 지역, 넬스프루이트 지역, 케이프 웨스트 코스트 및 콰줄루 나탈 노스 코스트가 포함된다.

## 가장 높은 마천루

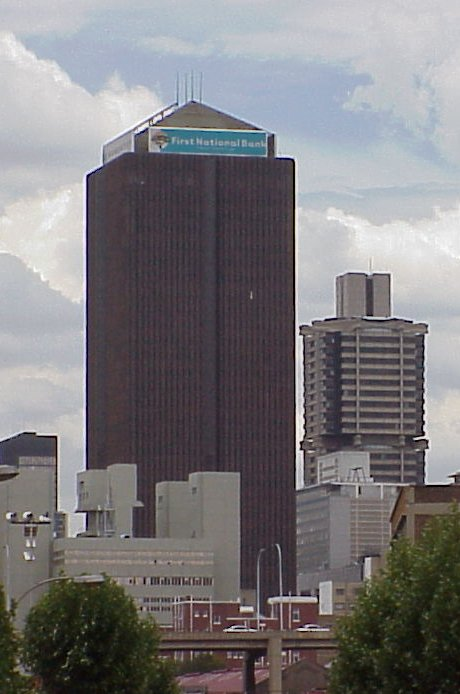
더 서던 라이프 센터다.

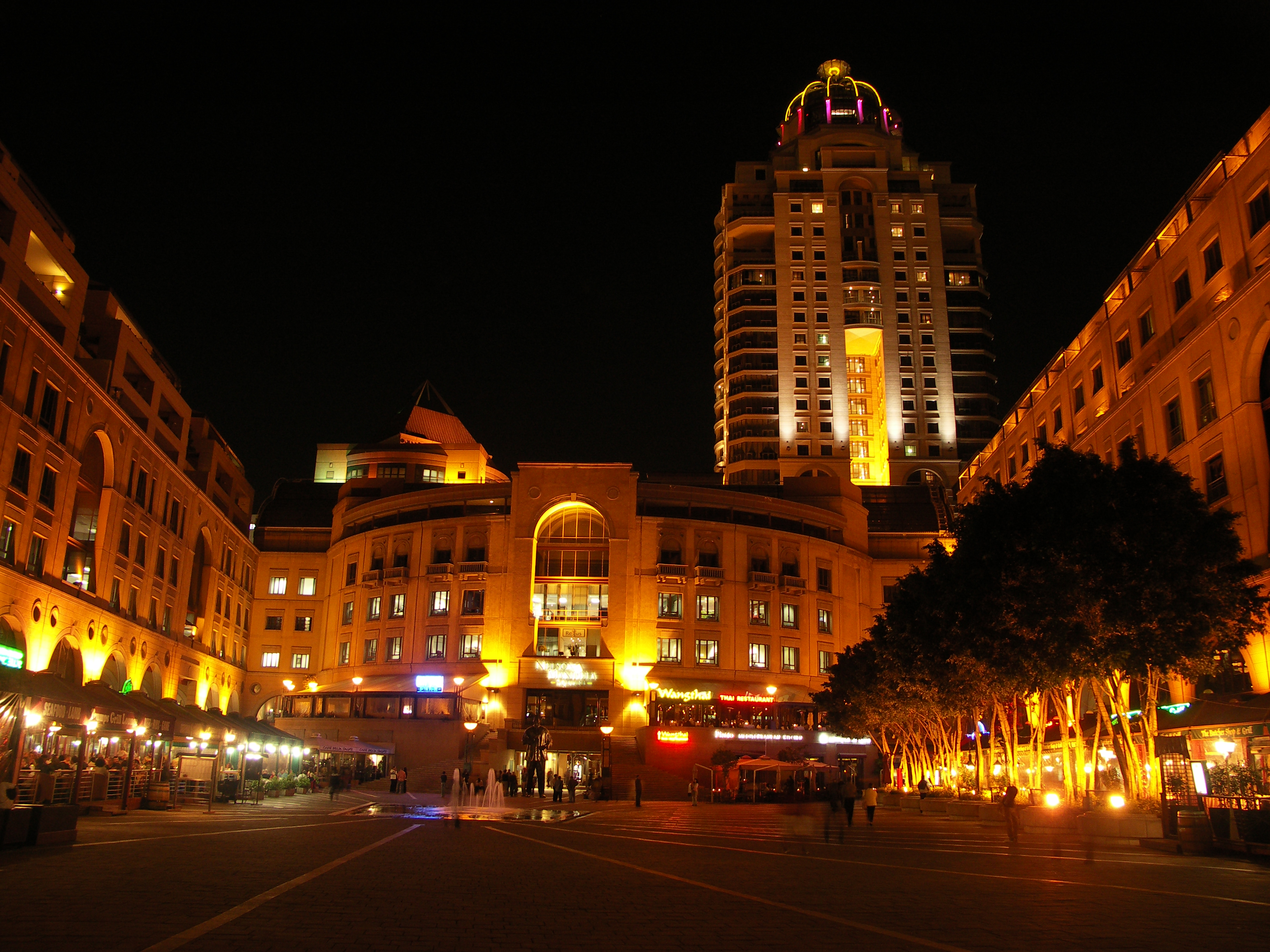
미켈란젤로 타워

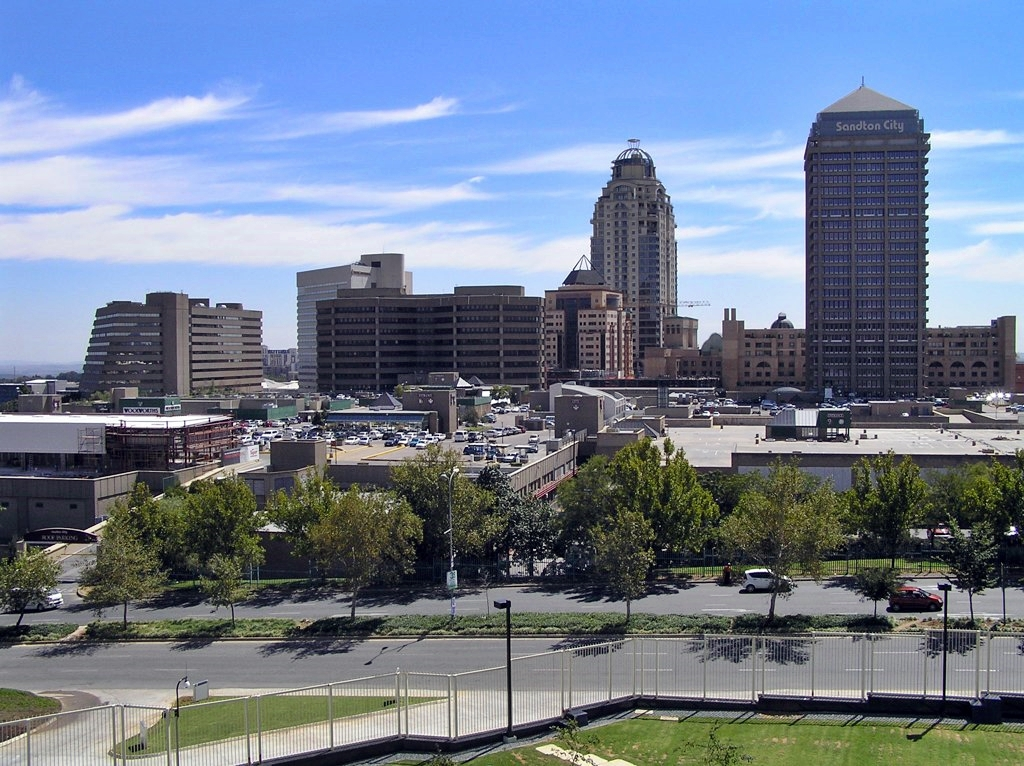
샌톤

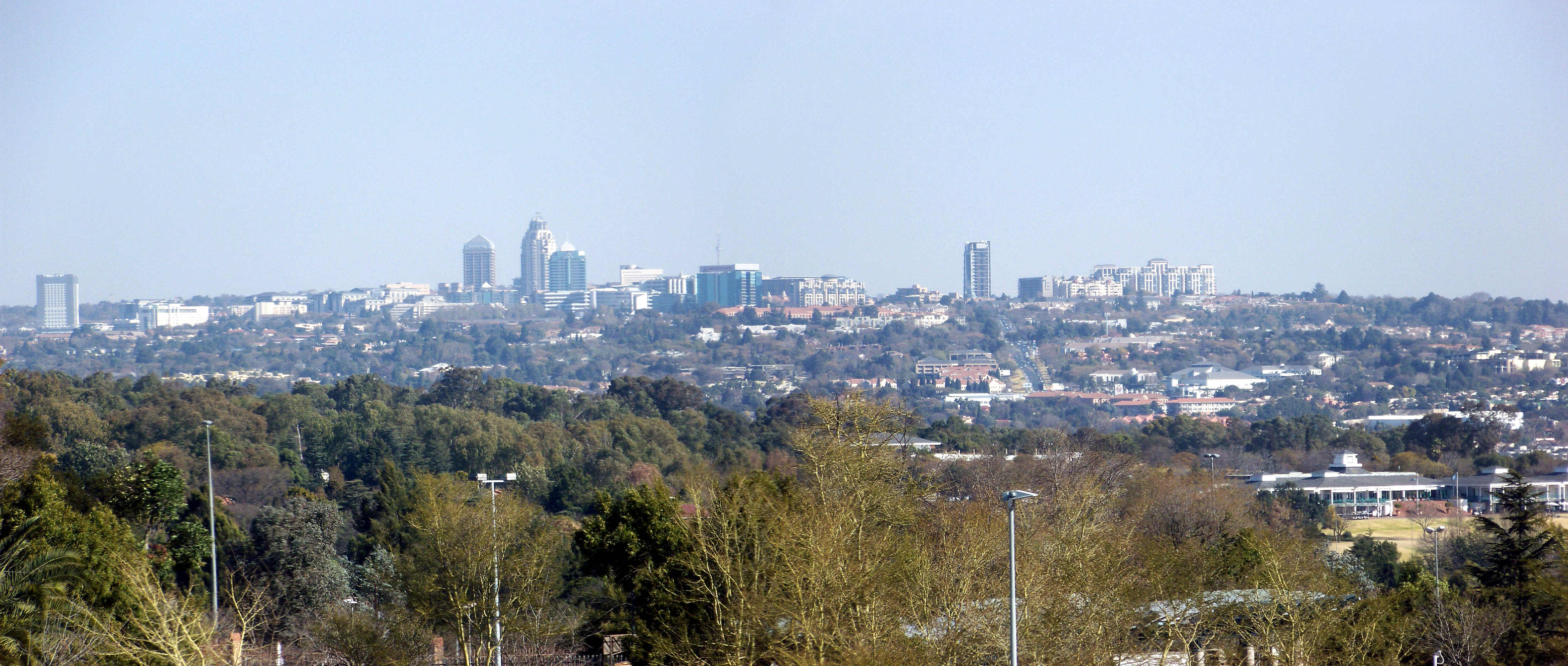
샌톤 스카이라인

이 목록은 표준 높이 측정을 기준으로 최소 100 m (328 ft) 높이에 있는 남아프리카 공화국 마천루의 순위를 매긴다. 첨탑과 건축 세부사항이 포함된다. 이 목록에는 현재 50개의 마천루이 있다.
| 순위 | 이름                                             | 높이 (건축)    | 층수 | 완공 | 도시         | 비고                                                                                   |
| ---- | ------------------------------------------------ | -------------- | ---- | ---- | ------------ | -------------------------------------------------------------------------------------- |
| 1    | 칼튼 센터                                        | 223 m (732 ft) | 50   | 1973 | 요하네스버그 | 남아프리카 공화국과 아프리카 대륙에서 가장 높은 마천루                                 |
| 2    | 폰테시티 아파트                                  | 173 m (568 ft) | 54   | 1975 | 요하네스버그 | 아프리카에서 가장 높은 주거용 마천루다.                                                |
| 3    | 마블 타워즈                                      | 152 m (499 ft) | 32   | 1973 | 요하네스버그 |                                                                                        |
| 4    | 펄 다운                                          | 152 m (499 ft) | 31   | 2010 | 더반         | 도심 외곽에서 가장 높은 마천루이고 더반에서 가장 높은 마천루. 움흐랑가 개발 펄의 일부. |
| 5    | 남아프리카준비은행 빌딩                          | 150 m (490 ft) | 38   | 1988 | 프리토리아   | 프리토리아에서 가장 높은 마천루                                                        |
| 6    | 88 온 필드                                       | 146 m (479 ft) | 26   | 1985 | 더반         | 더반 중부에서 가장 높은 마천루다.                                                      |
| 7    | 샌튼 시티 오피스 타워                            | 141 m (463 ft) | 22   | 1973 | 샌튼         | 2014년에 1위를 차지했다.                                                               |
| 8    | 미켈란젤로 타워                                  | 140 m (460 ft) | 34   | 2005 | 샌튼         | 남아프리카 공화국에서 가장 높은 호텔이다.                                              |
| 9    | ABSA 타워                                        | 140 m (460 ft) | 32   | 1970 | 요하네스버그 |                                                                                        |
| 10   | 콰두쿠자 이골리 호텔 타워 1                      | 140 m (460 ft) | 40   | 1970 | 요하네스버그 | 1998년부터 나방의 시작                                                                 |
| 11   | 트러스트 뱅크 빌딩                               | 140 m (460 ft) | 31   | 1970 | 요하네스버그 | [ 5 ]                                                                                  |
| 12   | 포트사이드 타워                                  | 139 m (456 ft) | 32   | 2014 | 케이프타운   | 케이프타운에서 가장 높은 마천루다.                                                     |
| 13   | 스탠다드 뱅크 센터                               | 139 m (456 ft) | 34   | 1968 | 요하네스버그 | [ 8 ]                                                                                  |
| 14   | 서던 라이프 센터                                 | 138 m (453 ft) | 30   | 1973 | 요하네스버그 | [ 9 ]                                                                                  |
| 15   | 몬테 블랑                                        | 133 m (436 ft) | 40   | 1985 | 더반         | [ 10 ]                                                                                 |
| 16   | ABSA 타워 프리토리아                             | 132 m (433 ft) | 38   | 1976 | 프리토리아   | [ 11 ]                                                                                 |
| 17   | 올드 뮤투얼 센터                                 | 130 m (430 ft) | 33   | 1995 | 더반         | [ 12 ]                                                                                 |
| 18   | UCS 타워                                         | 128 m (420 ft) | 29   | 1976 | 요하네스버그 | [ 13 ]                                                                                 |
| 19   | 1 티볼트 스퀘어                                  | 127 m (417 ft) | 31   | 1972 | 케이프타운   | [ 14 ]                                                                                 |
| 20   | 더 스피나커                                      | 124 m (407 ft) | 27   | 2007 | 더반         | [ 15 ]                                                                                 |
| 21   | 카인 센터                                        | 123 m (404 ft) | 27   | 1974 | 요하네스버그 | [ 16 ]                                                                                 |
| 22   | 엠비시 빌딩                                      | 120 m (390 ft) | 28   | 1991 | 더반         | [ 17 ]                                                                                 |
| 23   | 메트라이프 센터                                  | 119 m (390 ft) | 28   | 1993 | 케이프타운   | [ 18 ]                                                                                 |
| 24   | 애터베리 하우스                                  | 119 m (390 ft) | 29   | 1976 | 케이프타운   | [ 19 ]                                                                                 |
| 25   | 칼튼 호텔                                        | 119 m (390 ft) | 30   | 1973 | 요하네스버그 | 1997년부터 나방의 시작                                                                 |
| 26   | 펄 브리즈                                        | 118 m (387 ft) | 25   | 2010 | 더반         |                                                                                        |
| 27   | 서던 선 가든 코트 마린 파라데                    | 118 m (387 ft) | 28   | 1985 | 더반         | [ 21 ]                                                                                 |
| 28   | 서던 선 가든 코트 노스 비치                      | 118 m (387 ft) | 33   | 1978 | 더반         | [ 22 ]                                                                                 |
| 29   | ABSA 센터 케이프타운                             | 117 m (384 ft) | 34   | 1970 | 케이프타운   | [ 23 ]                                                                                 |
| 30   | 라디오파크                                       | 117 m (384 ft) | 30   | 1962 | 요하네스버그 |                                                                                        |
| 31   | 시비타스 빌딩                                    | 112 m (367 ft) | 31   | 1973 | 프리토리아   | [ 23 ]                                                                                 |
| 32   | 320 웨스트 스트리트                              | 111 m (364 ft) | 30   | 1973 | 더반         | [ 24 ]                                                                                 |
| 33   | 포이즌스 센터                                    | 110 m (360 ft) | 30   | 1968 | 프리토리아   | [ 25 ]                                                                                 |
| 34   | 슐레진저 빌딩                                    | 110 m (360 ft) | 21   | 1965 | 요하네스버그 | [ 26 ]                                                                                 |
| 35   | 골든 에이커                                      | 110 m (360 ft) | 28   | 1979 | 케이프타운   | [ 27 ]                                                                                 |
| 36   | 프로테아 호텔 랜드마크 롯지                      | 110 m (360 ft) | 31   | 1976 | 더반         | [ 28 ]                                                                                 |
| 37   | 더 팰리스                                        | 110 m (360 ft) | 26   | 1986 | 더반         | [ 29 ]                                                                                 |
| 38   | 어그리컬처럴 유니온 센터                         | 110 m (360 ft) | 30   | 1968 | 프리토리아   | [ 29 ]                                                                                 |
| 39   | 존 로스 하우스                                   | 109 m (358 ft) | 33   | 1973 | 더반         |                                                                                        |
| 40   | 더반 베이 하우스                                 | 106 m (348 ft) | 32   | 1986 | 더반         |                                                                                        |
| 41   | 서던 선 케이프 선                                | 105 m (344 ft) | 32   | 1982 | 케이프타운   | [ 30 ]                                                                                 |
| 42   | 하이포인트 힐브로우                              | 105 m (344 ft) | 25   | 1972 | 요하네스버그 | [ 31 ]                                                                                 |
| 43   | 래디슨 블루 호텔 & 레지던스                      | 104 m (341 ft) | 26   | 1993 | 케이프타운   |                                                                                        |
| 44   | 마루티                                           | 104 m (341 ft) | 33   | 1984 | 더반         |                                                                                        |
| 45   | 트랜스넷 타워                                    | 103 m (338 ft) | 27   | 1973 | 더반         |                                                                                        |
| 46   | 펄 스카이                                        | 102 m (335 ft) | 31   | 2010 | 더반         |                                                                                        |
| 47   | 101 빅토리아 엠뱅크먼트                          | 102 m (335 ft) | 38   | 1981 | 더반         |                                                                                        |
| 48   | 세르바머스 하우스                                | 102 m (335 ft) | 25   | 1973 | 더반         |                                                                                        |
| 49   | 쌈부 빌딩                                        | 102 m (335 ft) | 30   | 1951 | 프리토리아   |                                                                                        |
| 50   | 웨스턴 케이프 프로빈시알 어드미니스트레이션 빌딩 | 101 m (331 ft) | 26   | 1976 | 케이프타운   |                                                                                        |
| 51   | 로치 로간 파크                                   | 100 m (330 ft) | 27   | 1983 | 블룸폰테인   |                                                                                        |
| 52   | 바우먼스 길필런 빌딩                             | 100 m (330 ft) | 18   | 2017 | 샌튼         |                                                                                        |

## 가장 마천루가 있는 도시
이 표는 높이가 100 미터가 넘는 적어도 하나의 마천루가 설치된 남아프리카 공화국 도시를 보여준다.
| 순위 | 도시         | ≥100 m | ≥150 m | ≥200 m | ≥250 m | 합계 |
| ---- | ------------ | ------ | ------ | ------ | ------ | ---- |
| 1    | 더반         | 18     | 0      | –      | –      | 18   |
| 2    | 요하네스버그 | 13     | 3      | 1      | –      | 13   |
| 3    | 케이프타운   | 9      | –      | –      | –      | 9    |
| 4    | 프리토리아   | 6      | 1      | –      | –      | 6    |
| 5    | 샌튼         | 2      | –      | –      | –      | 2    |
| 6    | 블룸폰테인   | 2      | –      | –      | –      | 2    |

## 요하네스버그의 주목할만한 마천루들
요하네스버그에는 상업 및 주거용 마천루가 다양하기 때문에 콰두쿠자 이골리 호텔 및 트러스트 뱅크 빌딩과 같은 현대적인 마천루도 있다. 요하네스버그 - 프리토리아 결합 대도시 지역은 대륙과 세계에서 가장 밀도가 높은 고층 건물의 밀도가 가장 높다.
칼튼 센터는 남아프리카 공화국의 요하네스버그 시내에 위치한 마천루와 쇼핑 센터다. 223 미터 (730 ft)에 아프리카에서 가장 높은 건물이며 시카고의 윌리스 타워 (이전 시어스 타워) 높이의 약 절반 정도다. 그것은 원래 완공되었을 때 남반구에서 가장 높은 건물이었다. 칼튼 센터는 50층으로 높이가 223m로 세계에서 가장 높은 100개의 마천루에서 약 40m가 부족하다. 단지에 있는 두 건물의 기초는 지름 3.5m이고 20m를 암석까지 30m 아래로 30m 연장한다. 이 건물은 사무실과 상점을 모두 지니고 있으며 바닥 면적의 46%가 바닥 수준 이하다. 50층의 전망용 데크는 요하네스버그와 프리토리아 전망을 제공한다.
폰테 시티는 남아프리카 공화국 요하네스버그의 힐브로우 지역에 있는 마천루다. 1975년에 173 m (567.6 ft) 높이로 지어졌으며 아프리카에서 가장 높은 주거용 마천루다. 54층짜리 건물은 원통형이며, 오픈 센터는 아파트에 추가 조명을 제공한다. 센터 공간은 "코어"로 알려져 고르지 않은 암벽 위에 올라간다. 폰테 시티는 요하네스버그와 그 주변 환경에 대한 전망이 매우 바람직했다. 건물 꼭대기에 있는 표시는 남반구에서 가장 크고 가장 큰 표시다. 남아프리카 공화국 휴대전화 회사 보다콤을 광고한다.
마블 타워즈는 남아프리카 공화국 요하네스버그 중앙 비즈니스 지구의 마천루다. 그것은 1973년에 지어졌고 높이 32층이다. 건물에는 8층 주차장이 붙어있다. 남반구에서 44 미터, 32 미터, 12 미터 크기의 가장 큰 전자 표지판이 있다. 그것은 콘크리트와 대리석의 혼합물로 만들어진다. 주요 용도는 상업용 사무실이다.
콰두쿠자 이골리 호텔은 남아프리카 공화국 요하네스버그의 중앙 비즈니스 지구에 있는 마천루다. 1970년에 원래 "톨먼 타워즈"(남아프리카 공화국의 유명한 가족 소유)로 지어진이 단지는 40층짜리 건물과 다른 22층 건물로, 수영장 갑판과 달리기가 있는 4층 건물이 연결되어 있다. 선로. 요하네스버그 일이 샌튼으로 이전하면서 건물은 수년간 비어있었다. 그 건물은 홀리데이인으로 개조되었으며,이 또한 빨리 실패했다. 새로운 콰두쿠자 이골리 호텔은 2001년, 지속 가능한 개발에 관한 세계정상회담을 위해 3000명의 경찰관을 초청했으며, 화이트헤드 엔터프라이즈의 마크 화이트헤드 소유였고, 곧 사업을 마쳤다. 건물은 "도둑 맞았다".
샌튼 시티는 요하네스버그의 샌튼에 위치한 쇼핑 센터로, 1973년 개척자 센터로 지어졌다. 이 타워는 요하네스버그 근교의 샌튼 다운타운의 비즈니스 파크의 일부로 지어졌다. 2008년에 발표된 리버티 프로퍼티즈는 샌튼 시티가 R1.77억 업그레이드를 받을 것이라고 발표했다. 리버티 프로퍼티즈 사장 사무엘 오그보는 남아프리카 공화국의 자체 월스트리트로서 복합 단지를 계획했다. 재개발에는 60층짜리 오피스 타워, 새로운 소매 및 사무실 공간 및 주거용 아파트가 포함된다. 확장은 30,000 m2로 늘어나고 총 단지는 158,000 m2의 총 가공 가능 면적을 갖게 된다.
트러스트 뱅크 빌딩은 남아프리카 공화국 요하네스 버그의 중앙 비즈니스 지구에 있는 마천루다. 그것은 140 미터의 높이 1970년에 지어졌다. 건물은 남아프리카 공화국 트러스트 뱅크의 전 본사이며 남아프리카 공화국에서 가장 큰 은행 금고 중 하나다. 이 건물은 2003년 2월 6백 4십만 (RMB 6만 6천 달러)에 판매되었으며, 이로 인해 새 임차인의 이름으로 변경될 수 있다.
11 다이아고널 스트리트는 남아프리카 공화국 요하네스버그의 마천루다. 그것은 80 미터의 높이로 1984년에 지어졌다. 그것은 건물의 각 각도에서 중앙 비즈니스 지구의 다른 전망을 반영으로 다이아몬드 모양으로 설계되었다.

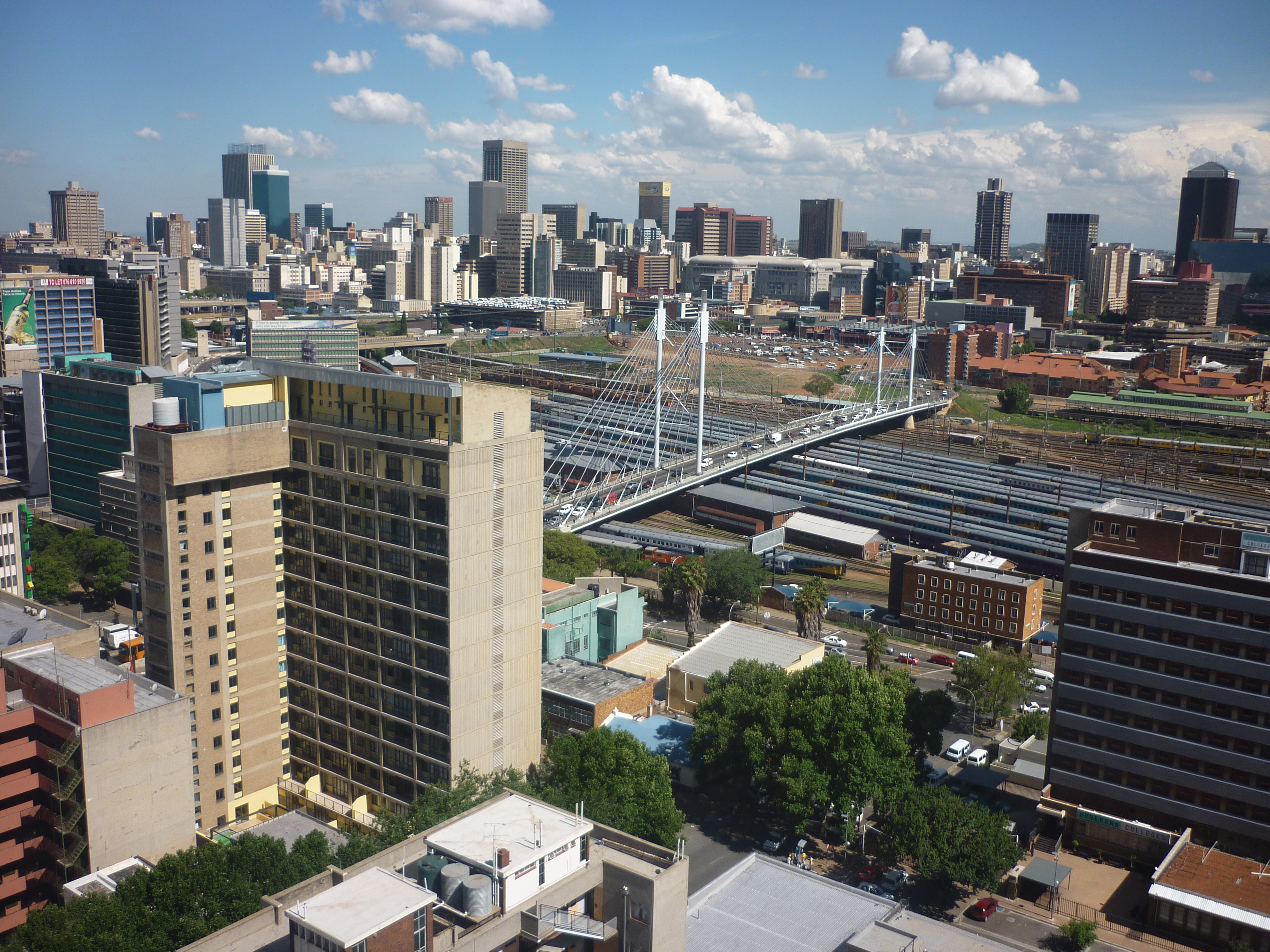
요하네스버그의 중앙 비즈니스 지구 파노라믹.

## 남아프리카 공화국에서 가장 높은 마천루의 타임라인
100m (330 피트)가 넘는 가장 높은 마천루의 일정표. 모든 마천루가 포함된다. 철거되거나 파괴된 모든 마천루를 제외한다.
| 이름                        | 도시         | 가장 긴 연도 | 미터 | 피트 | 층수 | 사진 |
| --------------------------- | ------------ | ------------ | ---- | ---- | ---- | ---- |
| 칼튼 센터                   | 요하네스버그 | 1973–현재    | 223  | 732  | 50   |      |
| 마블 타워즈                 | 요하네스버그 | 1973-1973    | 152  | 499  | 32   |      |
| 콰두쿠자 이골리 호텔 타워 1 | 요하네스버그 | 1970-1973    | 140  | 460  | 40   |      |
| 트러스트 뱅크 빌딩          | 요하네스버그 | 1970-1973    | 140  | 460  | 31   |      |
| 스탠더드 뱅크 센터          | 요하네스버그 | 1968-1970    | 139  | 456  | 34   |      |
| 라디오파크                  | 요하네스버그 | 1962-1968    | 117  | 384  | 30   |      |
| 쌈부 빌딩                   | 프리토리아   | 1961-1962    | 102  | 335  | 30   |      |

## 가장 높은 토핑 아웃, 공사중, 승인 및 제안
이 목록에는 남아프리카 공화국에서 공사, 승인 또는 제안되었지만 2018년 3월 현재 완공되지 않은 마천루가 나열되어 있다.
공사중, 승인 및 제안됨
| 이름 | 높이 m / ft        | 층수 | 연도 | 도시       | 상태      |
| --- | ------------------ | ---- | ---- | ---------- | --------- |
| 더 레오나르도 | 150 미터 (490 ft)  | 42   | 2019 | 샌튼       | 공사중    |
| 제로2원 | 142 미터 (466 ft)  | 46   | 2020 | 케이프타운 | 제안됨    |
| 더 보그 | 138 미터 (453 ft)  | 38   | 2020 | 케이프타운 | 제안됨    |
| 노던 라이트 |                    | 38   | 2020 | 샌튼       | 제안됨    |
| 16 온 브리 | 131 미터 (430 ft)  | 36   | 2020 | 케이프타운 | 공사중    |
| 오션스 움랑가 타워 1 | 125 미터 (410 ft)  | 30   | 2019 | 움랑가     | 공사중    |
| 오션스 움랑가 타워 2 | 125 미터 (410 ft)  | 30   | 2019 | 움랑가     | 공사중    |
| 더 모던 | ~120 미터 (390 ft) | 32   | 2021 | 케이프타운 | 제안됨    |
| 래디슨 블루 호텔 | 122 미터 (400 ft)  | 25   | 2019 | 움랑가     | 공사중    |
| PwC 가우텡 | 106 미터 (348 ft)  | 27   | 2017 | 미드랜드   | 토핑 아웃 |
| 움랑가 아치 |                    | 28   | 2020 | 움랑가     | 공사중    |
| 하버 아치 #1 |                    | 23   | 2020 | 케이프타운 | 제안됨    |
| *CTBUH로부터의 대충 추정. 이 추정치는 실제 높이와 다를 수도 있고 그렇지 않을 수도 있다. 또한 이 기준보다 낮으면 실제 높이가 아니므로이 목록에서 제거해서는 안된다. 이 건물의 실제 높이는 아직 알려지지 않았다. |                    |      |      |            |           |

## 취소되지 않은 비전인 가장 높은 마천루
높이가 100 m (328 ft)가 넘고 취소되지 않은 비전을 열거한다.
| 이름               | 높이                | 층수 | 연도 | 도시 |
| ------------------ | ------------------- | ---- | ---- | ---- |
| 더반 아이코닉 타워 | 370 미터 (1,210 ft) | 88   | TBA  | 더반 |

## 같이 보기
- 케이프타운의 마천루 목록
- 아프리카의 마천루 목록
- 필리핀의 마천루 목록